# Taubenturm (Goussainville)
Koordinaten: 49° 0′ 55,1″ N, 2° 28′ 7,6″ O

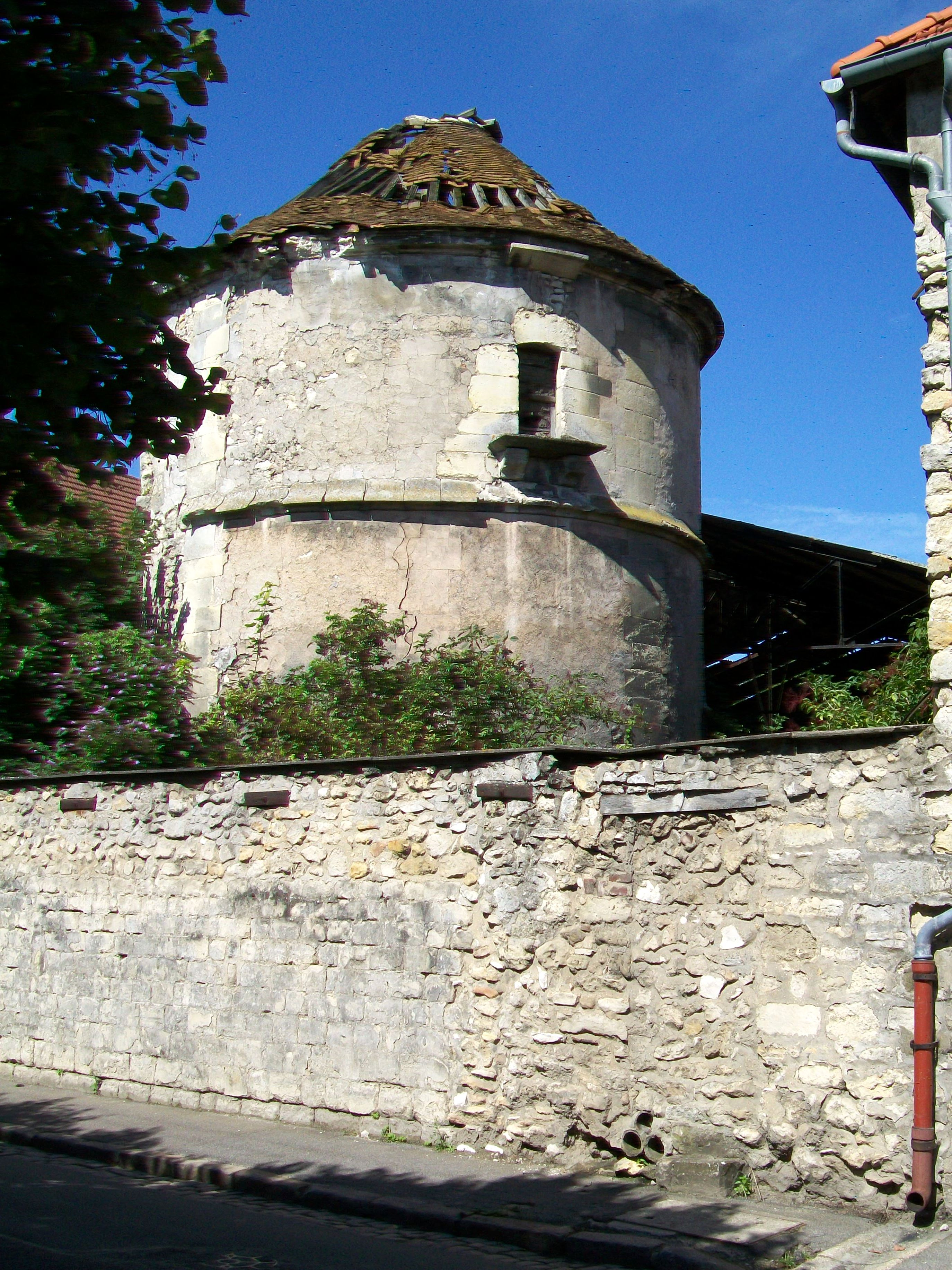
Taubenturm in Goussainville

Der Taubenturm (französisch colombier) in Goussainville, einer französischen Gemeinde im Département Val-d’Oise in der Region Île-de-France, wurde im 17./18. Jahrhundert errichtet. Der Taubenturm aus Bruchstein und Gips gehört zum Bauernhof Ferme des Montmorency in der Rue Brulée.
Der Taubenturm ist im Inneren nicht in Stockwerke unterteilt und besaß circa 3500 Nester aus Lehm an der Innenseite der Fassade für die Tauben. Das Gebäude ist im schlechten Zustand (Stand 2014).